# IC 3404
IC 3404 — галактика типу NF (в процесі підтвердження) у сузір'ї Діва.
Цей об'єкт міститься в оригінальній редакції індексного каталогу.